# Air Kyrgyzstan
Air Kyrgyzstan es una aerolínea con base en Biskek, Kirguistán. Opera vuelos regulares domésticos de pasajeros y vuelos internacionales a Rusia, Dubái, Turquía, China, Tayikistán y Uzbekistán, así como vuelos chárter. Su base de operaciones principal es el Aeropuerto Internacional de Manas, Biskek, con una base secundaria en el Aeropuerto de Osh.
La aerolínea está en la Lista negra de compañías aéreas de la Unión Europea.

## Historia
La aerolínea fue fundada en abril de 2001 como Altyn Air y comenzó a operar en 2001. Fue rebautizada como Kyrgyzstan el 28 de julio de 2006.

## Destinos
En mayo de 2009, Kyrgyzstan opera vuelos regulares de pasajeros a los siguientes destinos:
- Kirguistán
  - Batken
  - Biskek hub
  - Jalal-Abad
  - Osh hub
- Rusia
  - Moscú (Aeropuerto Internacional Domodédovo)
  - Novosibirsk
  - Ekaterimburgo
- Tayikistán
  - Dusambé
- Turquía
  - Estambul
- Reino Unido
  - Londres (Aeropuerto de Londres-Gatwick)
  - Mánchester
- Emiratos Árabes Unidos
  - Dubái
- Ucrania
  - Kiev
- Uzbekistán
  - Taskent
- Irán
  - Teherán
- Azerbaiyán
  - Bakú
- Kazajistán
  - Almaty
- Turkmenistán
  - Asjabad

## Flota
En enero de 2010, la flota de Kirguistán incluye las siguientes aeronaves:
- 3 Antonov An-24 Coke
- 1 Tupolev Tu-134A Crusty
- 2 Yakovlev Yak-40 Codling
- 3 Boeing 737-300
- 4 Boeing 757-300